# Lac Heart
Pour les articles homonymes, voir Heart (homonymie).
Le lac Heart (en anglais : Heart Lake) est un lac naturel situé dans le parc national de Yellowstone au Wyoming aux États-Unis. D'une superficie de 8,8 km2, il s'agit du 4e plus grand lac du parc national de Yellowstone après le lac Yellowstone, le lac Shoshone et le lac Lewis.
Il est alimenté par quelques ruisseaux, notamment Witch Creek au nord et Beaver Creek à l'est. Son principal émissaire est la rivière Heart, qui le draine vers le sud en direction de la rivière Snake.
Bien qu'autorisées, la navigation et la pêche sur le lac sont réglementées.

## Histoire
Le lac Heart a été nommé avant 1871 d'après un chasseur local des années 1840, Hart Hunney, un fait qui a été vérifié plus tard par Hiram Chittenden (en). En 1871, le capitaine John Whitney Barlow pensait que le nom Heart Lake avait été donné en raison de la forme du lac (heart signifiant cœur en anglais). Ce nom devient alors son nom officiel.
Lors des études géologiques de Arnold Hague, Hiram Chittenden demandé à Hague de changer le nom en Hart Lake pour se conformer à l'origine initiale du nom, Hart Hunney. Hague refusa, pensant que le nom du lac faisait référence à sa forme de cœur. En 1870, Truman C. Everts (en), un membre de l'expédition Washburn-Langford-Doane, qui s'était séparé du reste de son groupe, campa probablement sur les rives du lac Heart et le nomma Bessie Lake en l'honneur de sa fille.

## Heart Lake Geyser Basin

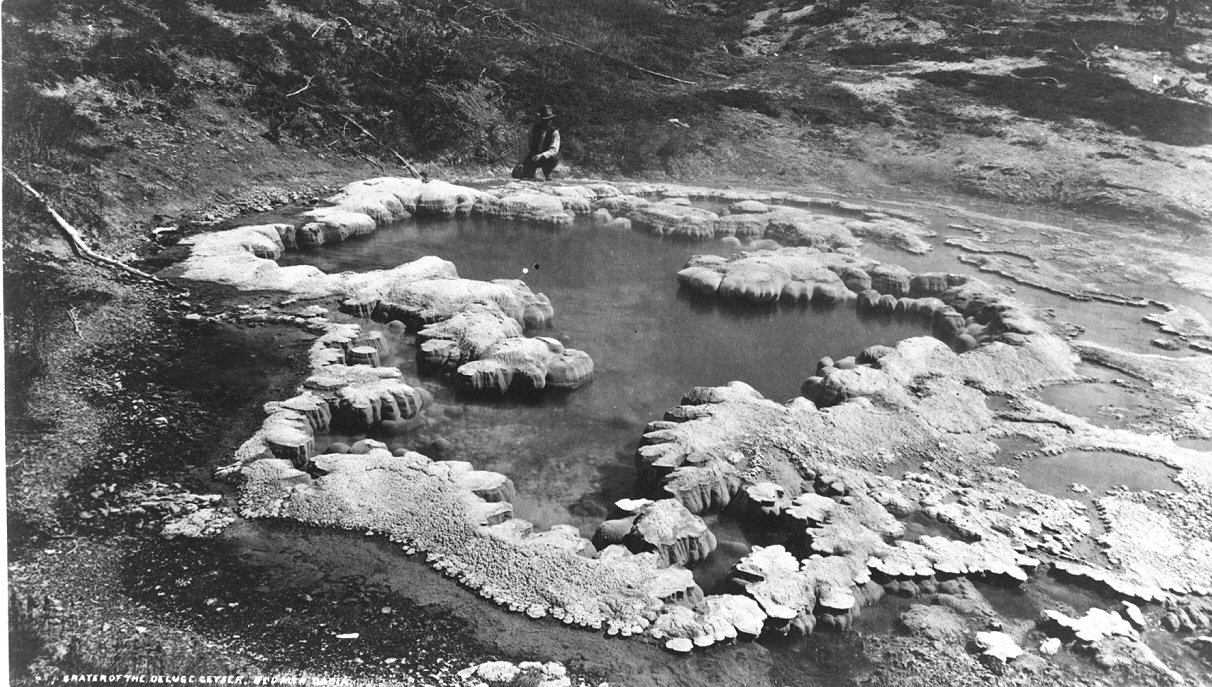
Deluge Geyser, un geyser du Heart Lake Geyser Basin.

Le Heart Lake Geyser Basin est une zone regroupant de nombreuses sources chaudes. Il commence à quelques kilomètres du lac et s'étend jusqu'à sa rive nord en suivant le ruisseau Witch Creek. La zone est séparée en 5 groupes qui contiennent tous des geysers, bien que certains ne soient pas actifs.

## Galerie

Photographies du lac Heart
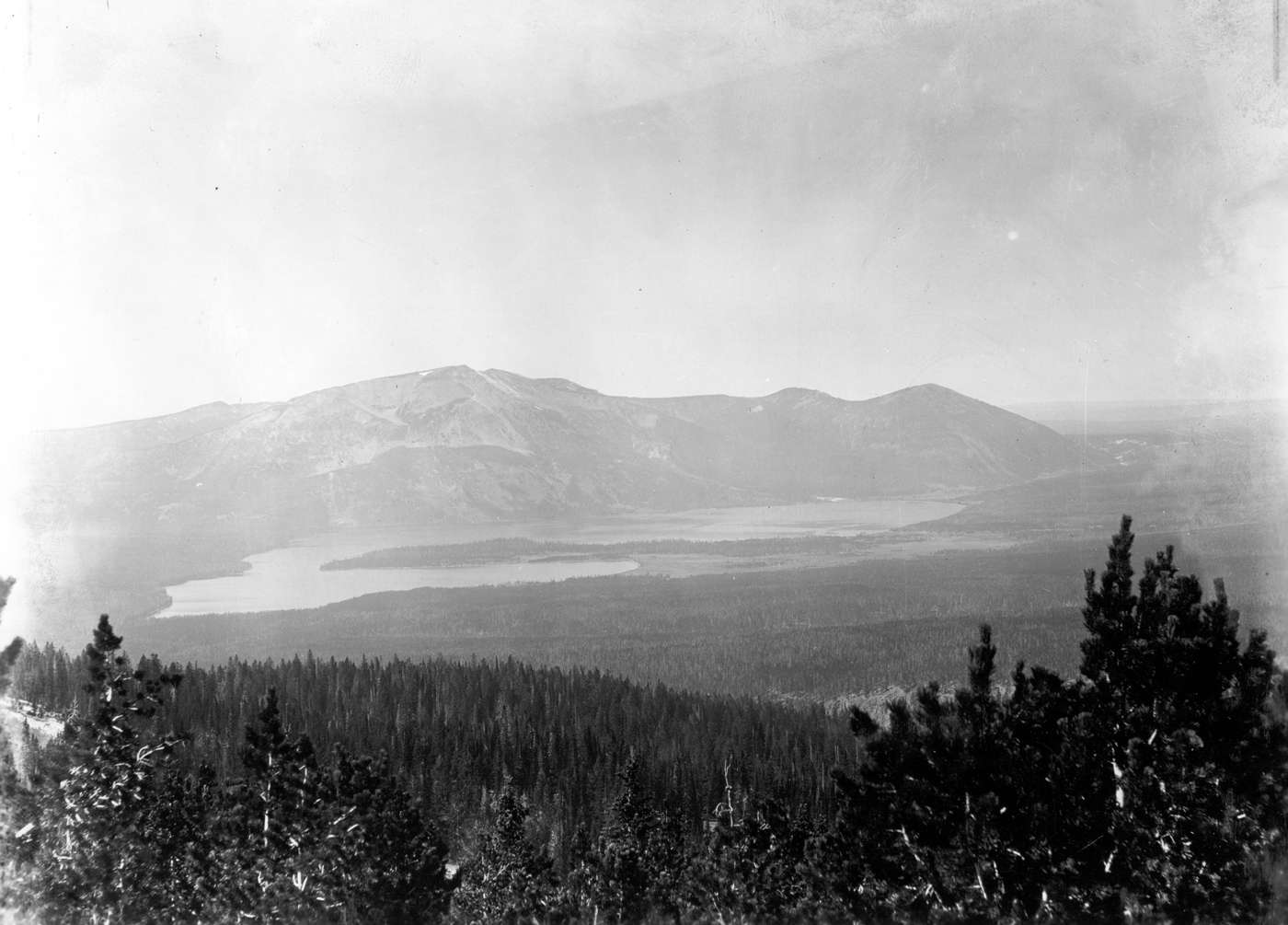
Lac Heart et mont Sheridan vers 1890.
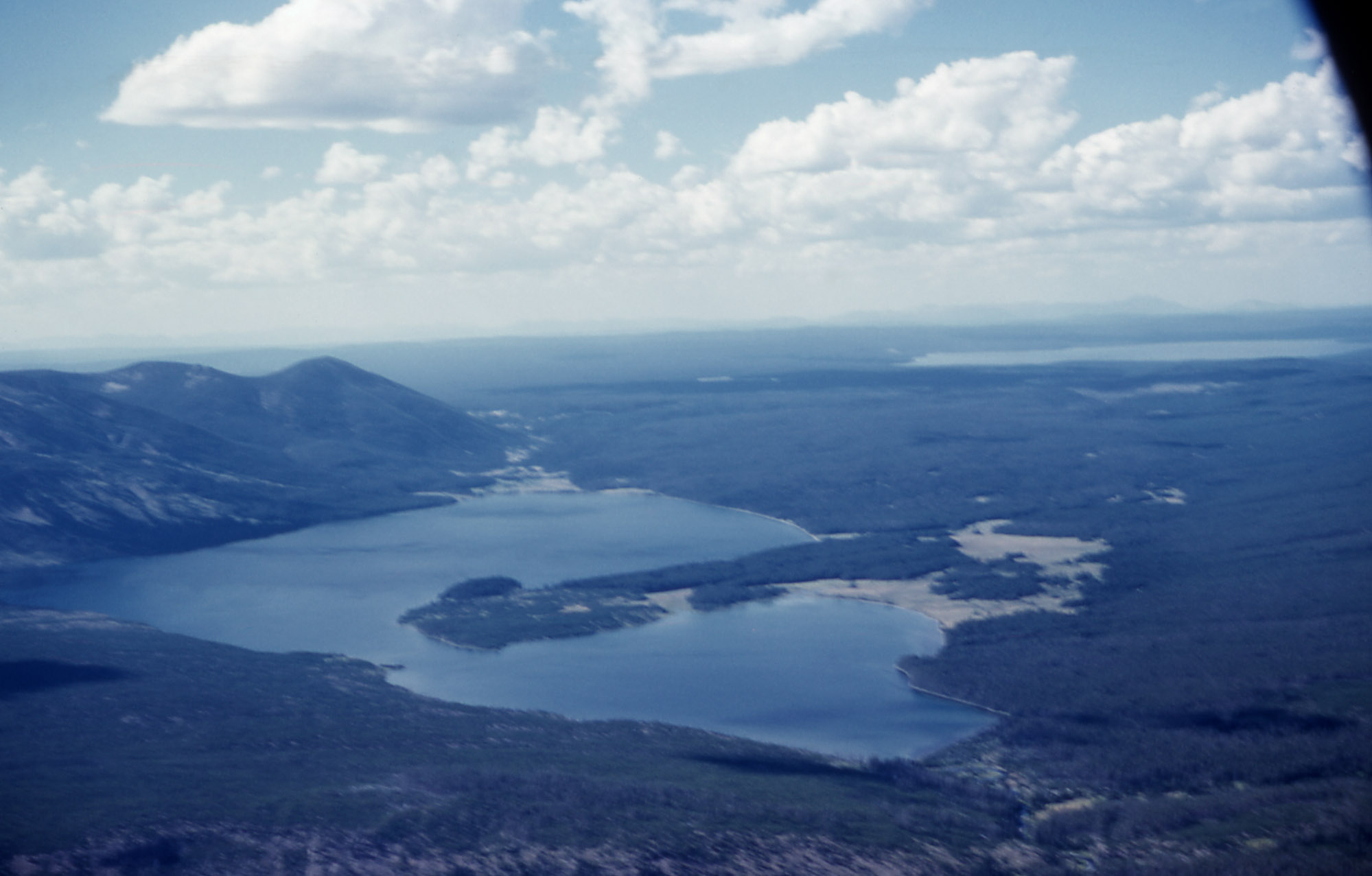
Lac Heart en 1958.
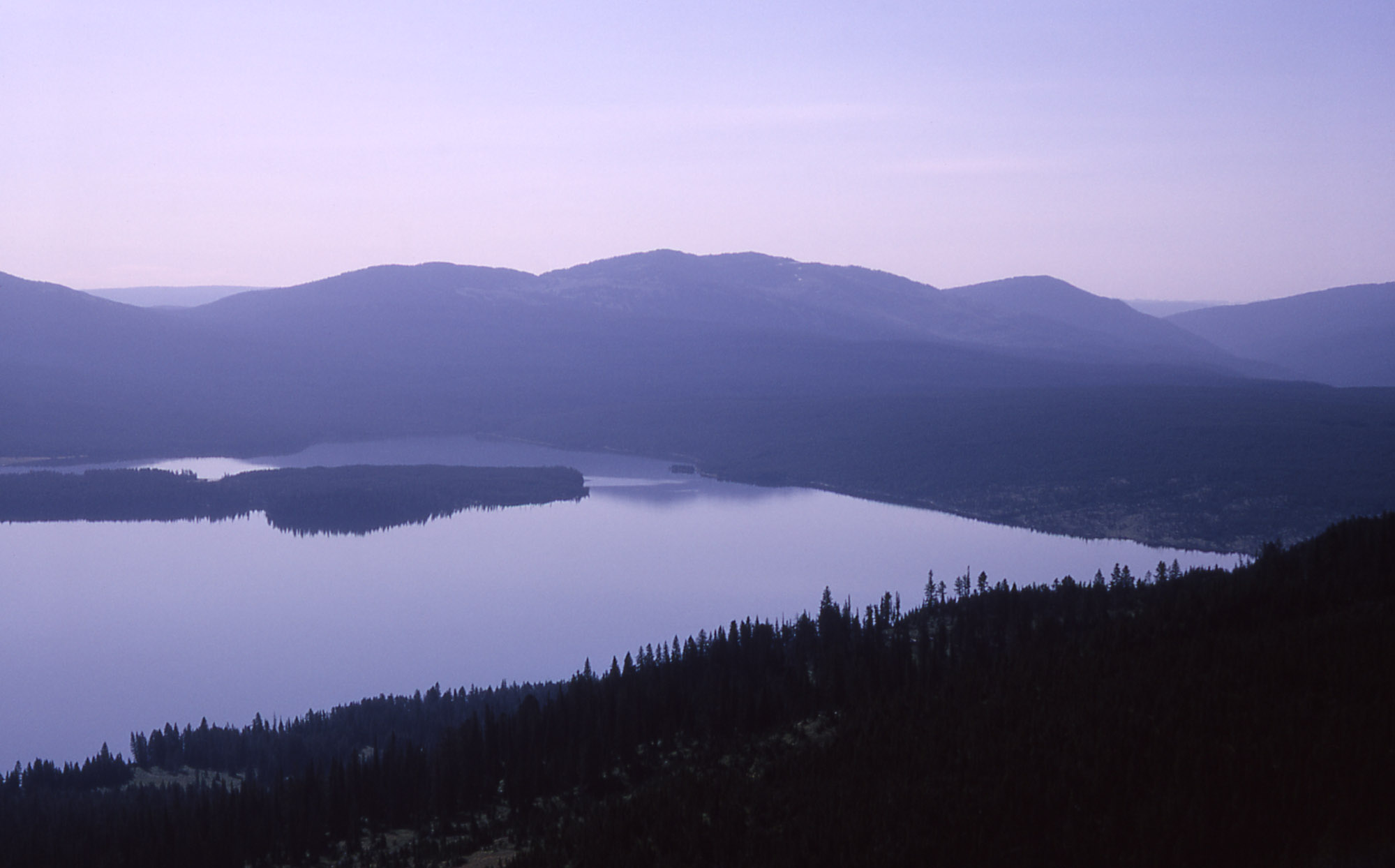
Lac Heart depuis le mont Sheridan en 1965.
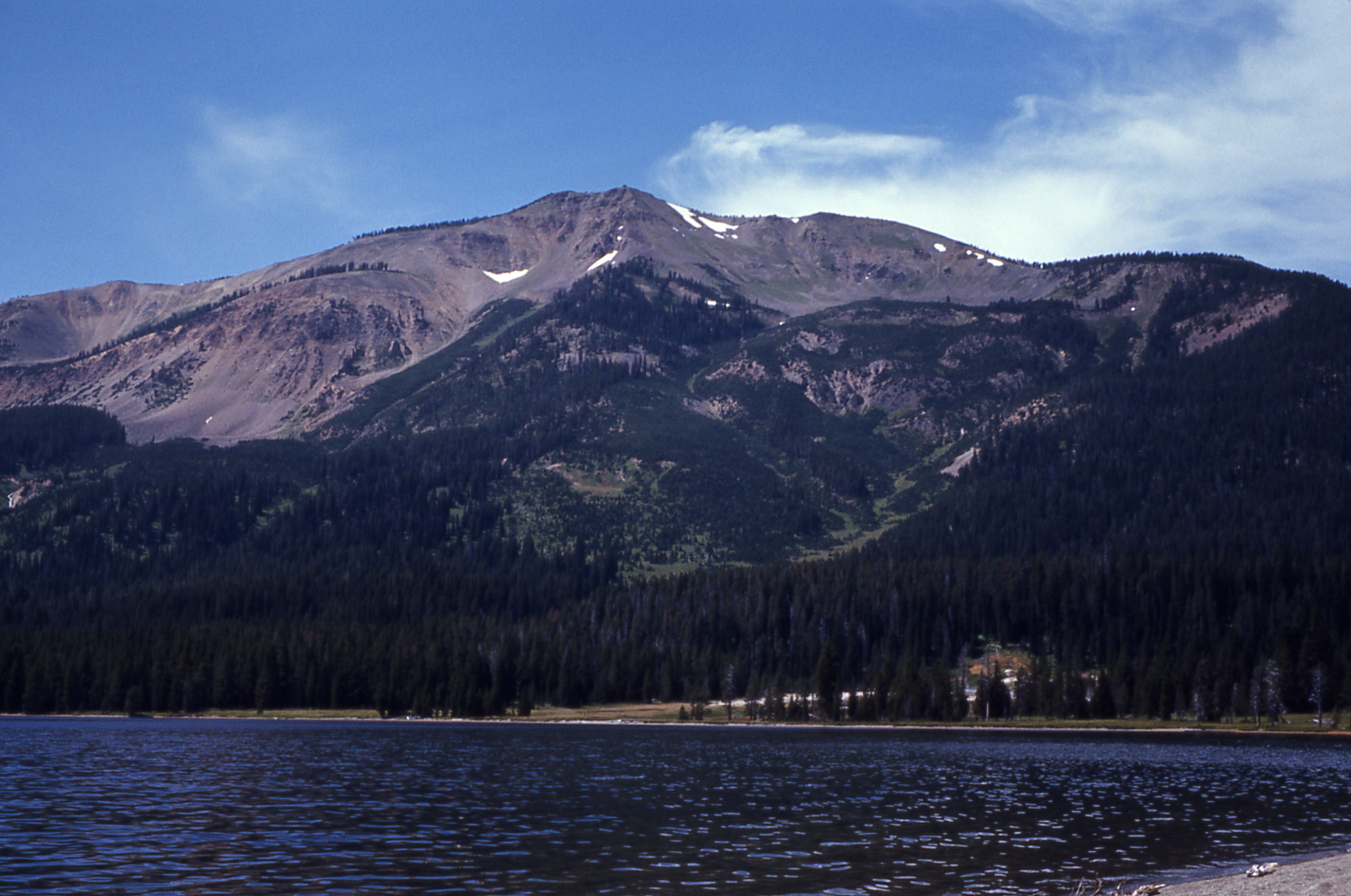
Mont Sheridan depuis le lac Heart en 1968.